# Disney XD
Disney XD var en reklamfinansierad TV-kanal som ersatte sändningarna av Toon Disney den 12 september 2009 i Skandinavien. Kanalen fokuserade på barn i åldersgruppen 6-14 år. Kanalen bestod av en blandning av animerade program och "live action", alltså program med verkliga skådespelare. Tonvikten ligger på äventyr, musik, tävling och dylikt. Kanalen hade distribution hos Telenor, Telia, Canal Digital, Viasat, Boxer och Com Hem innan kanalen lades ner den 1 januari 2021 och alla kanalens program flyttades till Disney Channel.

## Innehåll
Disney XD:s programtablå innehöll serier, filmer, kortformatsproduktioner och sportprogram som utvecklas i samarbete med ESPN. I samband med lanseringen av Disney XD släppte Disney också webbplattformen DisneyXD.tv, ett nytt underhållningsval med ett stort utbud av spel och videor. Reklamfinansierade Disney XD var ett strategiskt tillskott till Disneys nuvarande utbud i Sverige. Den nya kanalen var tänkt att stärka Disneys position som multiplex på den svenska marknaden genom att Disney då erbjöd tre kanaler som vänder sig till pojkar och flickor i åldrarna 2 till 14 år och deras familjer. Några av programmen som bland annat visades var Ängslige Egon, Phineas och Ferb och Pokémon.

## Disney XD i Skandinavien
Precis som de övriga skandinaviska versionerna av Disney Channel Skandinaviens kanaler sände kanalen med fem olika ljudspår för de skandinaviska länderna, danska, norska, svenska, finska och engelska, men med samma bild. I kanalens grafik förekommer det mycket få ord för att kanalen ska passa tittare i alla de fyra länderna. Den skandinaviska versionen Disney XD var till skillnad mot de övriga Disneykanalerna att till stor del vara reklamfinansierad och därmed, i likhet med Cartoon Network och Nickelodeon, tävla om annonspengar.

## Serier som har gått på Disney XD
- 7D
- Aaron Stone
- American Dragon: Jake Long
- Austin & Ally
- Avengers - världens mäktigaste hjältar
- Marvel Avengers: Tillsammans
- Brandy & herr Morris
- Cory i vita huset
- Crash & Bernstein
- Danny Cunningham – skolans ninja
- Yo, min kompis är ett spöke
- Det ljuva havslivet
- De halvnakna djuren
- Dog With A Blog
- Dinosaur King
- Disney 11
- El Chavo Animado
- En gnutta magi
- Fairly Odd Parents
- Fantastic Four
- Furiki Rullar
- Galactik Football
- Gravity Falls
- Grojband
- Gurkan & Nöten
- Have a Laugh!
- Undertale
- Penn Zero
- Doktor Dimensionsbrallan
- Fangbone!
- Supernoobs
- Amphibia
- Hos Musse
- Hulk och agenterna K.R.O.S.S.A.
- I'm in the Band
- Iron Man: Armored Adventures
- Jag har en raket
- Japanizi Going Going Gong
- Jimmy Cool
- Johnny Test
- K9
- Katt i förklädnad
- Kickin' It
- Kick Buttowski
- Kid vs. Kat
- Familjen Green i storstan
- Kim Possible
- Knatte, Fnatte & Tjatte på äventyr
- Kirby buckets
- Klara färdiga Kapow!
- Lab Rats
- Lejonvakten
- Långbens galna gäng
- Monster Buster Club
- Packages From Planet X
- Par i kungar
- Phil från framtiden
- Pac-Man och spökäventyren
- Phineas & Ferb
- Pokémon
- Pokémon Serien: XY
- Quack Pack
- Rasten
- Shreducation
- Slugterra
- Redakai
- Wander i galaxen
- New Spider-Man
- Ultimate Spiderman
- Star Wars Rebels
- Star Wars Freemaker Adventures
- Star vs mörkrets makter
- Super Hero Squad
- Supersjukhuset
- Legenden om Tarzan
- Trucktown
- Timon och pumba
- Ultimate Spider-Man
- X-Men
- Yin Yang Yo!
- Zack och Codys ljuva hotelliv
- Zeke & Luther
- Ängslige Egon